# Amazonía de Surinam
La Amazonía de Surinam (en neerlandés: Surinaamse Amazone), también denominada Amazonía surinamesa o región amazónica, es el principal bioma selvático que se encuentra en la República de Surinam. Ocupa el centro y sur del país, en contraposición con el norte costeño en el mar Caribe. La Amazonía de Surinam se encuentra dentro del Macizo guayanés.

## Descripción
La Amazonía surinamesa es rica en flora y fauna, además de estar habitada por pueblos indígenas. Es una de las selvas amazónicas mejor conservadas. También tiene abundante riqueza de oro, por lo que su extracción es parte de la economía de los pueblos locales.
La selva amazónica ocupa todo los distritos de Brokopondo y Sipaliwini al centro y sur del país, en estos distritos se encuentran las cordilleras de Juliana Top, Eilerts de Haan, Wilhelmina, Bakhuis, Tumucumaque, Tafelberg y Wilhelmina, y el río Surinam, el principal del país.

## Áreas naturales
- Parque natural Brownsberg
- Reserva natural de Surinam Central
- Reserva natural de Tafelberg